# 내 마음을 벗어난 시간
《내 마음을 벗어난 시간》(영어: Time Out of Mind)은 미국에서 제작된 오런 모버먼 감독의 2014년 드라마 영화이다. 리처드 기어, 제나 멀론, 벤 버린, 키라 세지윅, 스티브 부세미 등이 출연하고, 미란다 베일리 등이 제작에 참여하였다.

## 줄거리
지인 실라가 뉴욕 임대 아파트에서 퇴거 당한 후 몰래 이곳에서 지내던 조지는 아트에게 걸려 쫓겨난다. 궁핍한 조지는 결국 노숙인으로 살게 되지만 현실을 부정한다.

## 출연
- 리처드 기어 - 조지 역
- 벤 버린 - 딕슨, 정신적으로 불안한 노숙자 친구 역
- 제나 멀론 - 매기, 사이가 소원한 딸 역
- 키라 세지윅 - 캐런 / 실라 역
- 스티브 부세미 - 아트 역
- 대니엘 브룩스 - 접수원 역
- 제러미 스트롱 - 잭 역
- 톰 비숍스 - 어미어 역
- 율 바스케스 - 라울 역
- 브라이언 다시 제임스 - 마크 역
- 제럴딘 휴스 - 메어, 간호사 역
- 리사 대츠 - 로라, 변호사 역
- 토니 퍼타노 - 잭슨 씨 역
- 콜먼 도밍고 - 오옐로 씨 역
- 마이클 부세미 - 프랭크 역
- 도브 티펀백 - 제이미 역
- 미란다 베일리 - 제니퍼 역
- 도미닉 콜론 - 필릭스 역
- 애비게일 새비지 - 서브리나 역
- 피터 마크 켄들 - 코너 역

## 기타 제작진
- 배역: 조디 앵스트라이치, 로라 로즌솔
- 미술: 켈리 맥기히
- 세트: 제시카 페트루셀리
- 의상: 캐서린 조지
- 시각 효과: 존 베어